# 대한민국 제4대 대통령 선거
대한민국 제4대 대통령 선거는 1960년 8월 12일 민의원과 참의원의 합동회의에서 양원 의원들의 간접 선거로 치러졌다. 독립운동가 출신 정치인 윤보선이 대통령에 당선되었다.

## 배경

### 선출 방법
대한민국은 본디 국민들이 직접 선거한 대통령이 나라를 이끌어가는 미국식 대통령중심제를 채택하고 있었으나, 4·19 혁명에 의해 이승만 정권이 붕괴되고 1960년 6월 15일 내각책임제 헌법이 공포됨에 따라 대통령의 지위와 선거방법도 달라지게 되었다.
대통령은 양원합동회의에서 선거하고 재적 국회의원 3분의 2 이상의 지지를 얻어야 하며, 1차 투표에서 당선자가 없을 때에는 2차 투표를 행하고, 2차 투표에서도 당선자가 없을 때에는 재적의원 3분의 2 이상의 출석과 출석의원 과반수의 투표를 얻은 자를 당선자로 하도록 되었다.
그러나 제1공화국과는 달리 대통령에게는 실권이 없었으며, 실질적인 정부의 수반인 국무총리는 대통령이 지명하고 재적 민의원의원 과반수의 동의를 얻도록 하였다.

### 민주당 신·구파 분당
당시 민주당 구파와 신파의 갈등은 날로 심화되고 있었다. 구파는 당권을 쥐고 있던 신파가 불공정 공천을 했다며 총선 전부터 분당 의사를 내비쳤으며, 총선 후에도  양 계파는 낙천 후 무소속으로 당선된 의원들의 복당 문제, 양원 의장단의 선출 등 중요한 사안마다 충돌하고 있었다.
구파는 총선 직후인 8월 4일 성명을 내고 분당 및 신당 창당을 선언했으며, 양 계파는 7·29 총선거 당선자 대회도 따로 여는 등 사실상 다른 당 같이 행동하고 있었다.
곽상훈 민의원의장을 비롯한 중도파는 분당을 막기 위해 8월 10일 각각 구파와 신파의 리더 격인 윤보선 최고위원과 장면 대표최고위원을 불러 3자 회담을 여는 등 양 계파를 중재하기 위해 노력했으나, 결국 두 계파는 합의를 보는 데 실패했다. 이로써 민주당이 단일 대통령 및 총리 후보를 내는 것은 무산됐다. 따라서 대통령 선거는 결선투표까지 가는 격전이 벌어질 것으로 관측됐으나, 신파에서 구파의 대통령 후보였던 윤보선 의원을 지지하기로 해 두 파벌 간의 전면전은 총리 선출 때로 미뤄졌다.

### 집권을 위한 두 파벌의 전략
구파는 대통령과 총리를 모두 구파에서 차지하고자 한 반면, 신파는 대통령은 구파가 맡고 총리는 신파가 맡는 계파 안배 선출을 주장했다. 신파에서 대통령직을 구파에 양보하기로 한 것은 마침 총리 후보로 밀고 있던 장면 민주당 대표 외에 딱히 내세울 대통령 후보가 없었던 탓도 있으나, 결국 탈당을 준비 중이던 구파를 달래 분당을 막으려는 의도였다. 분당을 반대하던 곽상훈 민의원의장 등 중도파 의원들 역시 신파 측 안을 환영했으나, 구파는 완강히 거부했다.
또한 국회의원 수에서 우위를 점하고 있던 신파는 대통령과 총리 후보를 의원총회나 상무위원회 등 당내 공식 기구를 통해 선출하자고 주장했으나, 이미 탈당을 결심한 상태이던 구파는 어차피 양 계파 간에 합의를 보지 못해 시간 낭비만 될 것이라며 거부했다. 결국 신파는 8월 12일 아침 의원총회를 통해 대통령 및 총리 후보를 지명하는 절차를 밟았다

## 후보

### 구파: 윤보선-김도연
구파에서는 김도연 민주당 중앙위원회 의장과 윤보선 민주당 최고위원이 출마를 준비하고 있었다. 당초 김도연 의장을 대통령, 윤보선 최고위원을 국무총리에 추대하는 안이 유력했으나, 김도연 의장이 총리직에 강력한 의지를 드러내 양측 지지자들 간에 신경전이 벌어졌다. 결국 윤보선 최고위원이 총리직을 김도연 의장에게 양보하여 합의가 성사되었고, 구파를 이끌고 있던 23인위원회는 8월 11일 저녁 회합을 갖고 윤보선 최고위원을 대통령 후보, 김도연 의장을 국무총리 후보에 만장일치로 추대하였다.
| 민주당 구파 제4대 대통령·제7대 국무총리 후보              | 민주당 구파 제4대 대통령·제7대 국무총리 후보                      |
| 대통령 후보 윤보선                                        | 국무총리 후보 김도연                                              |
| --------------------------------------------------------- | ----------------------------------------------------------------- |
|                                                           |                                                                   |
| 제2대 상공부 장관 제2대 서울특별시장 제3·4·5대 민의원의원 | 제4대 후반기 민의원부의장 초대 재무부 장관 제1·3·4·5대 민의원의원 |

### 신파: 윤보선-장면
신파를 이끌던 13인위원회도 같은 날 오전 윤보선 민주당 최고위원을 대통령으로, 장면 민주당 대표최고위원을 국무총리로 밀기로 결정했으며, 다음 날인 12일 아침 의원총회를 통해 두 사람을 공식 지명하였다. 곽상훈 민의원의장을 비롯한 12명의 민주당 내 중도파 의원들도 11일 회합에서 신파의 윤보선 대통령·장면 총리 안을 지지하기로 결의했다.
| 민주당 신파 제4대 대통령·제7대 국무총리 후보              | 민주당 신파 제4대 대통령·제7대 국무총리 후보                  |
| 대통령 후보 윤보선                                        | 국무총리 후보 장면                                            |
| --------------------------------------------------------- | ------------------------------------------------------------- |
|                                                           |                                                               |
| 제2대 상공부 장관 제2대 서울특별시장 제3·4·5대 민의원의원 | 제4대 부통령 제2대 국무총리 제1·5대 민의원의원 초대 주미 대사 |

### 기타 단체
무소속 민의원의원 40여명이 구성한 교섭단체인 민정구락부는 김병로 전 대법원장, 변영태 전 국무총리, 백낙준 참의원의장, 허정 전 대통령 권한대행 등 제3인사 중 한 사람을 지지하는 것을 고려했으나, 11일 저녁과 12일 아침 연달아 열린 모임에서 장시간의 토론과 수차례의 표결 끝에 결국 합의를 보지 못하고 자유 투표를 하게 됐다.
무소속 참의원의원들로 구성된 삼우구락부 역시 지지 후보를 결정짓지 못해 자유 투표 혹은 백지 투표를 하기로 했다.
그 와중에 순수 무소속 민의원의원들은 일당 독재로의 회귀를 막기 위해서라도 민주당의 후보 외의 후보를 내야 한다며 독립운동가 김창숙을 대통령으로 지지하기로 합의했다. 이외에 몇몇 사회대중당 의원들 역시 김창숙을 지지하기로 한 것으로 알려졌다.

## 결과
1960년 8월 12일 참의원의원 43명과 민의원의원 220명의 양원합동회의에서 윤보선은 1차 투표에서 208표로 무난히 당선되었다. 이 날 투표에는 출석하지 않은 한근조, 서상일, 그리고 구속 수감 중이던 이재학, 최하영 등 4명의 민의원의원을 제외하고 거의 재적 국회의원 전원이 참여했다.
이 선거에서 출마도 하지 않은 김창숙 전 의정원부의장이 무려 29표를 받게 돼, 무소속 의원들의 결속력이 주목을 받았다. 이를 계기로 무소속 의원들은 국회 내 캐스팅보터로 떠올랐으며, 이어진 구파와 신파의 국무총리 인준 대결에서도 결정적인 역할을 하게 됐다.
|  | 79.09% |

|  | 11.03% |

|  | 1.14% |

|  | 1.14% |

|  | 0.76% |

|  | 0.76% |

|  | 0.38% |

|  | 0.38% |

|  | 0.38% |

|  | 0.38% |

|  | 0.38% |

|  | 0.38% |